# Penicillium chrysogenum
Penicillium chrysogenum o notatum es el hongo del que se obtuvo un mejor rendimiento del efecto antibiótico de los hongos del género Penicillium. En 1928, el médico y científico británico Alexander Fleming descubrió el efecto del hongo, sin embargo no fue hasta 1942 cuando los científicos Florey y Chain descubrieron, aislaron y lograron su producción industrial, hecho por el que los tres científicos recibieron el premio Nobel de medicina en 1945.
Existen evidencias publicadas sobre el uso de fitopatógenos extraídos de hongos Penicillium para tratar infecciones bacterianas antes de la publicación de Fleming; por ejemplo, del médico francés Ernest Duchesne quien en 1897 presentó su tesis "Contribution à l’étude de la concurrence vitale chez les micro-organismes: antagonisme entre les moisissures et les microbus" (Contribución al estudio de la competición vital en microorganismos: antagonismo entre mohos y microbios), o del científico costarricense Clodomiro Picado que presentó su trabajo sobre el efecto fitopatógeno de los hongos en 1923, durante la conferencia realizada en París para la conmemoración de centenario del nacimiento de Pasteur, celebrada en 1924, y que publicara la Sociedad de Biología de París (Societé de Biologie) en 1927.
La utilización de esta sustancia permitió tratar muchas enfermedades que, hasta bien entrado el siglo XX, se consideraban incurables. La penicilina comenzó a utilizarse en forma masiva durante la Segunda Guerra Mundial (1939-1945) cuando se hizo patente su valor terapéutico. La cepa de Penicillium notatum aislada por Fleming producía 2 mg de penicilina por cada litro de cultivo, posteriormente se encontró que otros Penicillium eran mejores productores de penicilina y se eligió a Penicillium chrysogenum como cepa superproductora de este antibiótico. Finalmente, la selección de sucesivos mutantes superproductores y la mejora en las técnicas de fermentación realizadas por la industria biotecnológica han hecho que actualmente se obtengan 60 g/L de penicilina.